# Xã Banner, Quận Dickinson, Kansas
Xã Banner (tiếng Anh: Banner Township) là một xã thuộc quận Dickinson, tiểu bang Kansas, Hoa Kỳ. Năm 2010, dân số của xã này là 108 người.